# Careproctus faunus
Careproctus faunus is een straalvinnige vissensoort uit de familie van snotolven (Cyclopteridae). De wetenschappelijke naam van de soort is voor het eerst geldig gepubliceerd in 2007 door Orr & Maslenikov.